# Furacão Iris
Furacão Iris esteve ativo entre4 a 9 de outubro de 2001, foi considerado de categoria 4 pela Escala de Furacões de Saffir-Simpson com ventos de 145 mph (230 km/h).
O furacão se iniciou em Barbados e se moveu pelas Ilhas do Caribe, dia 5 de outubro chegou em Porto Rico, dia 6 de outubro o furacão chegou com sua força máxima no Belize, destruindo o país.
Iris provocou 91 mortes e deu um prejuízo de 70 milhões de dólares afetando as Ilhas do Caribe e costa do México.